# عصيمة الأسدي
عصيمة الأسدي صحابي جليل من بني أسد بن خزيمة وكان حليفاً لقبيلة الخزرج من الأنصار شهد مع النبي محمد ﷺ غزوة بدر.